# Penske PC4
Chronologie des modèles (1976-1977)
Penske PC3 Aucun
La Penske PC4 est une monoplace de Formule 1 engagée par l'écurie Penske au cours de l'année 1976 et qui a gagné le Grand Prix d'Autriche avec John Watson. En 1977 ce châssis a été utilisé par les deux équipes ATS et Interscope Racing.

## Historique
La Penske PC4 est conçue par Geoff Ferris. Après un mauvais débuts en Suède, son aérodynamique est revue et allongé. Trois châssis sont construits.
Penske utilise la PC3 lors des six premières courses de la saison mais, en Suède la PC4 est introduite. John Watson qualifie la nouvelle voiture en dix-septième place sur la grille mais abandonne dès les premiers tours de la course à cause d'un souci mécanique. Watson termine troisième du Grand Prix de France après s'être qualifié huitième. Il remporte le Grand Prix d'Autriche après s'être qualifié second. Il marque un autre point aux États-Unis où il finit sixième.
L'équipe Penske, avec 20 points, dont 18 marqués avec la PC4 se classe cinquième du championnat du monde, Watson termine septième de celui des pilotes,
Penske se retire à la fin de la saison, préférant se concentrer sur l'Indycar. Günter Schmid achète les châssis pour son équipe Auto Technisches Spezialzubehör pour la saison 1977. Jean-Pierre Jarier marque le point de la sixième place pour les débuts de l'équipe aux États-Unis. Plus tard dans la saison, l'équipe engage deux voitures et Hans Heyer court le Grand Prix d'Allemagne où il est disqualifié pour avoir pris le départ malgré sa non-qualification. ATS remplace les PC4 par son propre châssis, l'ATS HS1, pour les trois dernières courses de l'année.

## Résultats en championnat du monde de Formule 1
| Saison | Écurie               | Moteur               | Pneus    | Pilotes            | Courses | Courses | Courses | Courses | Courses | Courses | Courses | Courses | Courses | Courses | Courses | Courses | Courses | Courses | Courses | Courses | Courses | Points inscrits | Classement |
| Saison | Écurie               | Moteur               | Pneus    | Pilotes            | 1       | 2       | 3       | 4       | 5       | 6       | 7       | 8       | 9       | 10      | 11      | 12      | 13      | 14      | 15      | 16      | 17      | Points inscrits | Classement |
| ------ | -------------------- | -------------------- | -------- | ------------------ | ------- | ------- | ------- | ------- | ------- | ------- | ------- | ------- | ------- | ------- | ------- | ------- | ------- | ------- | ------- | ------- | ------- | --------------- | ---------- |
| 1976   | Citibank Team Penske | Ford-Cosworth DFV V8 | Goodyear |                    | BRÉ     | AFS     | USO     | ESP     | BEL     | MON     | SUÈ     | FRA     | GBR     | ALL     | AUT     | P-B     | ITA     | CAN     | USE     | JAP     |         | 20*             | 5e         |
| 1976   | Citibank Team Penske | Ford-Cosworth DFV V8 | Goodyear | John Watson        |         |         |         |         |         |         | Abd     | 3e      | 3e      | 7e      | 1er     | Abd     | 11e     | 10e     | 6e      | Abd     |         | 20*             | 5e         |
| 1977   | ATS Racing Team      | Ford-Cosworth DFV V8 | Goodyear |                    | ARG     | BRÉ     | AFS     | USO     | ESP     | MON     | BEL     | SUÈ     | FRA     | GBR     | ALL     | AUT     | P-B     | ITA     | USE     | CAN     | JAP     | 1               | 12e        |
| 1977   | ATS Racing Team      | Ford-Cosworth DFV V8 | Goodyear | Jean-Pierre Jarier |         |         |         | 6e      | Nq      | 11e     | 11e     | 8e      | Abd     | 9e      | Abd     | 14e     | Abd     | Abd     |         |         |         | 1               | 12e        |
| 1977   | ATS Racing Team      | Ford-Cosworth DFV V8 | Goodyear | Hans Heyer         |         |         |         |         |         |         |         |         |         |         | Dsq     |         |         |         |         |         |         | 1               | 12e        |
| 1977   | ATS Racing Team      | Ford-Cosworth DFV V8 | Goodyear | Hans Binder        |         |         |         |         |         |         |         |         |         |         |         | 12e     | 18e     | Nq      |         |         |         | 1               | 12e        |
| 1977   | Interscope Racing    | Ford-Cosworth DFV V8 | Goodyear | Danny Ongais       |         |         |         |         |         |         |         |         |         |         |         |         |         |         | Abd     | 7e      |         | 0               | Non classé |

Légende : ici 
* 2 points marqués avec la Penske PC3.